# Di sana pianta
Di sana pianta è il primo album in studio del rapper italiano J-Ax, pubblicato il 13 ottobre 2006 dalla Best Sound.

## Descrizione
Anticipato a settembre dal singolo Ti amo o ti ammazzo, si tratta della prima pubblicazione da solista di J-Ax, dopo l'esperienza passata con gli Articolo 31. Alla registrazione dell'album ha partecipato Troy Van Leeuwen, chitarrista dei Queens of the Stone Age. Nelle intenzioni dell'etichetta, l'album doveva essere un successo paragonabile ai precedenti lavori degli Articolo 31, con una previsione di vendita di oltre 300 000 copie; tuttavia, come lo stesso artista ricordò, ne vendette «solo 30 mila [...] mi mandarono a fare i concerti nelle sagre di paese. Iniziai a drogarmi come un pazzo, stetti malissimo».
L'album è stato ripubblicato nel 2007 con l'aggiunta del brano + stile, realizzato insieme al gruppo musicale pop rock italiano The Styles e pubblicato per il download digitale il 15 giugno 2007. Nel 2015 è stato ristampato in formato vinile assieme agli album successivi Rap n' Roll, Deca Dance e Meglio prima (?), con alcune copie in edizione limitata autografate da J-Ax.

## Tracce

### Edizione standard
1. S.N.O.B. – 3:48
2. Escono i pazzi – 3:25
3. Ti amo o ti ammazzo – 3:39
4. Le chiavi di casa – 3:41
5. Di sana pianta – 3:51
6. Buonanotte Italia – 3:26
7. Fabrizio fa brutto – 2:27
8. Sei un grande – 2:56
9. Piccoli per sempre – 4:00
10. Aqua nella scquola – 3:49
11. Sei sicura – 4:01
12. Tua mamma – 3:53
13. Se mi sposo – 3:44
14. Quanti anni – 3:21
15. Generazione zero – 6:22 – contiene la traccia fantasma Mio figlio sarà un mostro

Tracce bonus nell'edizione di iTunes
1. Generazione zero – 3:47
2. Mio figlio sarà un mostro – 2:25
3. Quotidiana – 3:58

Traccia multimediale
1. Fumo ancora - L'esame della bamba – 4:56

### Riedizione
1. + stile (feat. The Styles) – 3:28
2. S.N.O.B. – 3:48
3. Escono i pazzi – 3:25
4. Ti amo o ti ammazzo – 3:39
5. Le chiavi di casa – 3:41
6. Di sana pianta – 3:51
7. Buonanotte Italia – 3:26
8. Fabrizio fa brutto – 2:27
9. Sei un grande – 2:56
10. Piccoli per sempre – 4:00
11. Aqua nella scuola – 3:49
12. Sei sicura – 4:01
13. Tua mamma – 3:53
14. Se mi sposo – 3:44
15. Quanti anni – 3:21
16. Generazione zero – 6:22 – contiene la traccia fantasma Mio figlio sarà un mostro

## Formazione
- J-Ax – voce
- Troy Van Leeuwen – chitarra
- Josh Schwartz – basso, chitarra
- Mickey Petralia – tastiera
- Samantha Maloney – batteria
- Franco Godi – arrangiamento strumenti ad arco
- Moreno Ferrara – cori
- Paola Folli – cori
- Lalla Francia – cori
- Silvio Pozzoli – cori

## Classifiche
| Classifica (2006) | Posizione massima |
| ----------------- | ----------------- |
| Italia            | 2                 |